# Bracon pachyceri
Bracon pachyceri är en stekelart som beskrevs av Quintaret 1912. Bracon pachyceri ingår i släktet Bracon och familjen bracksteklar. Arten är reproducerande i Sverige. Inga underarter finns listade.